# Seznam albanskih izumov in odkritij
Seznam albanskih izumov in odkritij so objekti, postopki ali tehnike, ki so jih izumili, inovirali ali odkrili, delno ali v celoti, Albanci ali posamezniki iz albanske diaspore (ljudje, katerih družine izvirajo iz Albanije, tudi če živijo v drugih državah).
| Izum/odkritje | Izumitelj/odkritelj                      | Področje                                          | Opombe |
| --- | ---------------------------------------- | ------------------------------------------------- | --- |
| Odkritje vloge dušikovega oksida pri sproščanju krvnih žil, kar je vplivalo na zdravljenje bolezni srca, erektilno disfunkcijo in dihalnih težav prezgodaj rojenih dojenčkov. Muradovo odkritje je prispevalo tudi k izumu viagre.                                                                        | Ferid Murad                              | Farmakologija in biokemija                        | Leta 1998 je prejel Nobelovo nagrado za fiziologijo in medicino skupaj z Robertom F. Furchgottom in Louisom Ignarrom za svoje raziskovanje presnovne poti dušikovega oksida pri vazodilataciji gladkih mišic. |
| Odkritje novega postopka, ki nadzoruje združevanje atomov zlata na površinah kristala. | Afërdita Veveçka Priftaj                 | Fizika                                            | Odkritje mehanizma ponuja boljše razumevanje procesov, ki se uporabljajo v katalizi, nanotehnologiji in znanosti o materialih. |
| Pionirske raziskave o vplivu živega srebra v prehrani in arzena na zdravje ljudi in ekosistema. | Carol Folt                               | Biološke vede                                     | Pionirske so imele velik vpliv na oblikovanje zakonodaje in smernic na nacionalni in globalni ravni, kar je privedlo do priporočil glede varnega uživanja hrane in varovanja ekosistemov. |
| Pionirske raziskave in razvoj metod za uporabo etanola kot alternativnega goriva za motorje. | Savo Gjirja                              | Inženirstvo                                       | |
| Aktivno sodelovanje v vesoljskem Programu Apollo in prispevek k misiji Apollo 11. | Wilson Kokalari                          | Astronavtika in vesoljsko inženirstvo             | Njegovo ime je vgravirano na plošči, ki so jo astronavti Apollo 11 pustili na Luni v čast vsem, ki so prispevali k uspehu misije. |
| Odkritje glavnega asteroidnega pasu, 2020 SS13 in 2000 EK140 = 1998 YE31, ki ga je Mednarodna astronomska zveza uradno poimenovala 45687 Pranverahyseni v čast njenemu prispevku k popularizaciji astronomije.                                                                                            | Pranvera Hyseni                          | Astronomija, vede o Zemlji in planetologija       | Je doktorska kandidatka na področju Zemeljskih in planetarnih znanosti na Univerzi Kalifornije v Santa Cruzu in ustanoviteljica organizacije Astronomy Outreach of Kosovo (AOK), ki se ukvarja s širjenjem znanja o astronomiji med splošno javnostjo v vzhodni Evropi. Bila je ključna pri ustanovitvi Nacionalnega observatorija in planetarija Kosova. Prejela je več nagrad za svoj prispevek k izobraževanju in popularizaciji znanosti. Njeno delo je pomembno vplivalo na znanstveno pismenost na Kosovu, saj dejavnosti AOK letno vključujejo več kot 25.000 ljudi. |
| Izum "Gjotovih generatorjev in elektromotorjev". Delal je na odkritju izboljšanja učinkovitosti električnih motorjev, ki bistveno varčujejo z energijo in zmanjšujejo uporabo bakra potrebnega za izdelavo. Leta 2005 je objavil knjigo o svojih odkritjih "Komplementarno-kompleksni električni stroji". | Rifat Gjota                              | Elektrotehnika                                    | Diplomiral je leta 1965 na Elektrotehniški fakulteti Univerze v Skopju, magistriral na Fakulteti za elektrotehniko Univerze v Zagrebu in doktoriral na Fakulteti za elektrotehniko Univerze v Prištini, kjer je kasneje deloval kot profesor. |
| Izum in razvoj žarnic s volframovo nitko za barvno fotografijo na MIT-u in inovacije v stroboskopski fotografiji. | Gjon Mili                                | Elektrotehnika, fotografija in kinematografija    | Sodeloval je z različnimi umetniki kot so Pablo Picasso, Henri Matisse, Igor Stravinsk in Duke Ellington, ter na inovativen način s fotografijo in filmom dokumentiral njihovo delo. |
| Ključna vloga (kot glavna tehnološka direktorica OpenAI) pri razvoju umetne inteligence ChatGPT, DALL-E in Codex. Poleg teh projektov je bila odgovorna za usmerjanje raziskav in uvajanje strategij za izboljšanje funkcionalnosti in prilagodljivosti ChatGPT na različnih področjih.                   | Mira Murati                              | Strojništvo, računalništvo in umetna inteligenca. | Študirala je računalništvo na Univerzi v Tirani in diplomirala z odliko. Po zaključku dodiplomskega študija se je preselila v Združene države Amerike, kjer se je vpisala na študij strojništva na Dartmouth College. Tam je sodelovala pri razvoju hibridnega dirkalnega avtomobila. |
| Razvoj hipoteze o multiverzumu in raziskave izvora vesolja, kvantne gravitacije in potencialnih vplivih drugih vesolj na naš univerzum. | Laura Mersini-Houghton                   | Kozmologija in teoretična fizika                  | Poučevala je podiplomske kot dodiplomske predmete kvantne mehanike na Univerzi Severne Karoline v Chapel Hillu. Njeno delo je bilo predstavljeno v znanstvenih dokumentarnih filmih, intervjujih in člankih v uglednih publikacijah. |
| Oklepno vojaško vozilo "Shota". | Grigor Andoni                            | Vojska                                            | Albanski proizvajalec vozil Timak, je ustvaril prvo oklepno vojaško vozilo v Albaniji, zasnovano za povečanje mobilnosti pehote na bojišču. |
| Načrtovanje in gradnja železniške proge čez Semmering, prve gorske železnice v Evropi s standardno širino tirov. | Karl Ritter von Ghega                    | Gradbeništvo in arhitektura                       | Za svoje dosežke v inženirstvu in gradbeništvu je bil odlikovan z nazivom (Ritter) in bil imenovan za vodjo načrtovanja železniškega omrežja Avstrijskega cesarstva. |
| Inovacije v gradnji mostov in bil ključen pri razvoju mostu Real Ferdinando Bridge preko reke Garigliano, ki je bil dokončan leta 1832. Most je bil prvi železniški viseči most s katenarno vrvjo v Italiji in eden izmed prvih v celinski Evropi.                                                        | Luigi Giura                              | Gradbeništvo in arhitektura                       | Z inovativno uporabo železa pri gradnji mostov je omogočil večje razpone in večjo vzdržljivost v primerjavi s tradicionalnimi materiali. Z uvedbo katenarnega principa pri mostovih je postavil nove standarde za inženirski dizajn, ki so vplivali na oblikovanje mostov in drugih strukturalnih projektov po vsej Evropi. |
| Pionirske raziskave na področju ihtiologije Albanije. | Sabiha Kasimati                          | Biologija in ihtiologija                          | Njen največji prispevek je bilo raziskovanje ribjih vrst v Albaniji, kjer je v svojem delu "Ribe Albanije" dokumentirala 257 različnih vrst rib v albanskih vodah. |
| Izumil je sorto pšenice “Dajti”. | Mentor Përmeti                           | Agronomija                                        | Prejel je priznanja, kot so Nagrada republike Albanije za inovacije v kmetijstvu, medaljo Veliki mojster dela, ter priznanje Častni občan mesta Përmet. |
| Odkrili so Epimedium alpinum subsp. albanicum | Lulzim Shuka, Kit Tan and Besnik Hallaçi | Botanika                                          | Nova podvrsta alpskega vimčka (Epimedium alpinum) je bila odkrita v albanskih Alpah na Kosovu. Raste na serpentinastih substratih v subalpinskih območjih. Zaradi majhne razširjenosti in nevarnosti, kot so rudarjenje in prekomerno paša, potrebuje zaščito. |
| Odkritje Tulipa albanica | Lulzim Shuka, Besnik Hallaçi in L. Vata  | Botanika                                          | Nova vrsta Tulipa albanica (Albanski tulipan) je bila odkrita v severovzhodnem delu Albanije in je skrajno ogrožena (CR), saj raste na območju, manjšem od 100 ha. |
| Izum elbasanske pisave | Gregory of Durrës                        | Tiskarstvo, tipografija                           | |
| Izum Todhrijeve pisave | Theodhor Haxhifilipi                     | Jezikoslovje                                      | |
| Izum gjirokastrske pisave | Veso beg                                 | Jezikoslovje                                      | |
| Izum vithkuške pisave | Naum Veqilharxhi                         | Jezikoslovje                                      | |